# Opération Kita
Théâtre d'Asie du Sud-Est de la Guerre du Pacifique
Batailles
Batailles et opérations de la guerre du Pacifique

Japon :
- Raid de Doolittle
- Bombardements stratégiques sur le Japon (Tokyo
- Yokosuka
- Kure
- Hiroshima et Nagasaki)
- Raids aériens japonais des îles Mariannes
- Campagne des archipels Ogasawara et Ryūkyū
- Opération Famine
- Bombardements navals alliés sur le Japon
- Baie de Sagami
- Invasion de Sakhaline
- Invasion des îles Kouriles
- Opération Downfall
- Reddition du Japon

Pacifique central :
- Pearl Harbor
- Guam (1941)
- Wake
- Raid sur les îles Gilbert et Marshall
- Opération K
- Midway
- Opération RY
- Campagne des îles Gilbert et Marshall
- Campagne des îles Mariannes et Palaos
- Campagne des archipels Ogasawara et Ryūkyū
- Opération Inmate

Pacifique du sud-ouest :
- Nauru
- Invasion des Philippines (1941-42)
- Invasion des Indes orientales néerlandaises
- Opérations de l'Axe dans les eaux australiennes
- Raids aériens japonais sur l'Australie (1942-43)
- Opération Ke
- Campagne des îles Salomon
- Campagne de Nouvelle-Guinée
- Campagne des Philippines
- Campagne de Bornéo (1945)

Asie du sud-est :
- Invasion de l'Indochine (1940)
- Océan Indien (1940-45)
- Guerre franco-thaïlandaise
- Invasion de la Thaïlande
- Campagne de Malaisie
- Hong Kong
- Singapour
- Campagne de Birmanie
- Opération Kita
- Indochine (1945)
- Détroit de Malacca
- Opération Jurist
- Opération Tiderace
- Opération Zipper
- Bombardements stratégiques (1944-45)

Guerre sino-japonaise
Front d'Europe de l’Ouest
Front d'Europe de l’Est
Bataille de l'Atlantique
Campagnes d'Afrique, du Moyen-Orient et de Méditerranée
Théâtre américain
L’opération Kita (japonais : 北号作戦, kita pouvant se traduire par « nord ») est le retour au Japon en février 1945, lors de la Seconde Guerre mondiale, de deux navires des forces japonaises de classe Ise (hybride cuirassé-porte-avions), depuis Singapour — où ils étaient basés. Le départ de la force japonaise a été détecté par les Alliés, mais les tentatives de l'attaquer avec des sous-marins et des avions ont été infructueux. Pourtant, en raison du blocus du Japon par les Alliés qui s'intensifie, les cuirassé-porte-avions de classe Ise et leurs navires d'escorte sont parmi les derniers navires de la Marine impériale japonaise à réussir à retourner au Japon, en provenant du Pacifique du Sud-Ouest, avant la fin de la guerre.
La Force d'achèvement est le nom donné à ces navires japonais qui ont été chargés de réserves d'hydrocarbures et d'autres matières premières avant leur départ de Singapour qui a été observé par un sous-marin britannique le 10 février 1945. Cependant, ce sous-marin, en conjonction avec d'autres provenant de l'US Navy, a échoué dans ses tentatives d'attaque du 11 au 14 février. Des avions des United States Army Air Forces (USAAF) ont aussi tenté d'attaquer la Force d'achèvement le 13 et 14 février mais les conditions climatiques défavorables ont empêché le bombardement. Les navires japonais ont aussi subi une autre attaque le 16 février par un sous-marin, sans pertes matérielles ou humaines. Finalement, la Force d'achèvement a atteint sa destination, Kure, sans blessés ni pertes.

## Le contexte
Au cours de l'année 1944, les voies d'approvisionnement en hydrocarbures en provenance d'Asie du Sud-Est sont coupées par les attaques des sous-marins des Alliés, et les importations japonaises d'autres produits sont également drastiquement réduites. À ce stade de la guerre, les réserves d'hydrocarbures de l'empire du Japon sont largement épuisées. Les sous-marins de l'US Navy ont aussi coulé plusieurs navires de guerre de la Marine impériale japonaise en 1944, dont le croiseur de bataille Kongō, sept porte-avions, deux croiseurs lourds et sept légers. Au début de 1945, le gouvernement japonais estime que toutes les voies pour les convois maritimes provenant du sud finiront par être coupées par les Alliés, et tente donc d'augmenter les approvisionnements en hydrocarbures apportés par les pétroliers avec l'utilisation de barils chargés sur des navires de charge ; plusieurs porte-avions de la Marine impériale japonaise ont aussi servi à transporter des barils d'hydrocarbures du Singapour au Japon.
Le 11 novembre 1944, les deux navires de classe Ise, hybrides cuirassé-porte-avions — l'Ise et l'Hyūga, groupés dans la Quatrième Division de Porte-avions, sous les ordres du contre-amiral Matsuda Chiaki — quittent l'archipel japonais dans le but de rejoindre les forces de la Marine impériale japonaise dans le Pacifique du Sud-Ouest,,,. Ce déploiement vise à renforcer les éléments restant de la Marine impériale japonaise tout en ayant l'avantage de placer les navires à proximité d'une source de carburant. Au départ du Japon, chacun des cuirassé-porte-avions est chargé d'environ 910 tonnes de munitions, pour ravitailler les forces responsables de la défense de Manille, aux Philippines. Les deux navires sont contraints de déposer leur cargaison dans les îles Spratleys à partir du 14 novembre en raison des bombardements intenses des Alliés sur Manille. Les deux hybrides de classe Ise appareillent ensuite pour les îles Lingga le 20 novembre, arrivant deux jours après. Grâce à des informations acquises à la suite du décodage de signaux radio japonais, les Alliés sont au courant de ce déplacement et leurs sous-marins reçoivent l’ordre de surveiller ces navires ; toutefois ils ne parviennent pas à intercepter l'Ise ou l'Hyūga dans leur trajet vers Singapour. Les deux cuirassés-porte-avions sont ensuite déployés à Vịnh Cam Ranh, en Indochine, en décembre 1944, avant de revenir à Singapour le 11 janvier 1945. La Troisième flotte américaine part à la recherche des navires japonais lors du raid en mer de Chine méridionale du 10 janvier au 20 janvier mais échoue à localiser l'Ise ou l'Hyūga.

## La préparation
Au début de février 1945, les Ise, Hyūga et une escorte d'autres navires moins grands ont reçu les ordres de partir pour le Japon dans le cadre de ce qui est désigné l'opération Kita. Cette opération a pour but le retour de quelques-uns des navires de la Marine impériale japonais situés dans le Pacifique du Sud-Ouest, tous chargés de ravitaillements. Les navires sélectionnés pour accompagner les cuirassés-porte-avions sont le croiseur Ōyodo, dont l'accession à la Quatrième division de porte-avions a lieu le 10 février, et les destroyers Asashimo, Hatsushimo et Kasumi. La Quatrième division de porte-avions a été désignée la Force d'achèvement.
Les navires de la Force d'achèvement sont partis des îles Lingga le 6 février et ont commencé à charger leurs cargaisons à Singapour le lendemain. Un peu avant son amarrage, l'Ise a subi de faibles dégâts lorsqu'il a heurté une mine qui avait été placée par un avion allié. Les six navires ont été chargés de ravitaillements et des réparations provisoires ont été effectuées sur l'Ise lors de leur séance à Singapour. L'Hyūga a pris pour cargaison 4 944 barils de carburant d'aviation ainsi que 326 barils d'essence et 440 travailleurs de champs pétrolifères. L'Ise a été chargé avec 5 200 barils de carburant d'aviation et 551 travailleurs de champs pétrolifères ; chacun des cuirassés-porte-avions a aussi pris 1 590 tonnes de caoutchouc, 1 590 tonnes d'étain et 180 tonnes d'autres métaux. L'Ōyodo a porté 110 tonnes d'étain, 64 tonnes de tungstène, 64 tonnes de carburant d'aviation, 45 tonnes de caoutchouc, 36 tonnes de zinc et 18 tonnes de mercure. Encore 130 tonnes de caoutchouc et d'étain ont été partagés entre les trois destroyers.
Grâce au déchiffrement, les agences de renseignement militaire des Alliés ont été au courant de la composition et des objectifs de la Force d'achèvement. Les services du renseignement d'origine électromagnétique des Alliés ont attentivement surveillé les transmissions de radio dans la région du Singapour, et les renseignements « ultra » conséquents ont fourni des détails sur le mouvement des deux cuirassés-porte-avions à Singapour, leurs préparations pour le retour au Japon et le trajet qu'ils suivront,. Dans le but d'arrêter les Ise et Hyūga d'atteindre le Japon, un objectif qu'a valorisé le commandant des sous-marins alliés dans le Pacifique du Sud-Ouest, le contre-amiral James Fife, Jr., ce dernier a posté 15 sous-marins le long du trajet attendu. Un plan évoquant des attaques coordonnées par l'US Navy et les USAAF a été développé. À ce moment, quatre cuirassés ont été assignés à la Septième flotte américaine pour garder la tête de pont des Alliés au golfe de Lingayen à Luçon, aux Philippines, face aux attaques possibles des forces japonaises stationnées sur les îles Lingga et dans la mer intérieure de Seto, jusqu'à ce que les éléments de l'USAAF dans la région deviennent suffisamment forts pour assumer cette responsabilité,,. Au début de février, les forces de l'USAAF dans les Philippines se sont concentrées sur l'apport de l'aide à l'United States Army dans la Campagne des Philippines et sur le bombardement des installations japonaises sur l'île de Formose. Une campagne intensive contre la navigation japonaise dans la mer de Chine méridionale avait été envisagée mais n'avait pas encore commencé.

## Le trajet

Le trajet entre Singapour et le Japon de la Force d'achèvement.

La Force d'achèvement est parti de Singapour le soir du 10 février. La date du départ a été choisie à cause des mauvaises conditions climatiques prévues le long du trajet vers le Japon. Le sous-marin britannique HMS Tantalus a observé le départ du port des navires et a tenté de les attaquer le 11 février, mais la présence d'avions japonais a rendu cette tache impossible. Après cette action, le Tantalus a envoyé un rapport de contact, par radio, à l'état-major de Fife. Les quatre cuirassés de l'US Navy du golfe de Lingayen sont aussi partis le 10 février vers les bases des États-Unis dans le Pacifique où ils ont subi des réparations et se sont préparés pour leur rôle dans l'invasion de l'Okinawa. Les navires ont quitté les Philippines le 14 février sans avoir joué un rôle dans les efforts d'interception de la Force d'achèvement,,,,.
Des sous-marins de l'US Navy ont essayé, sans succès, d'attaquer les navires japonais le 12 février. À 13 h 45, environ, l'USS Charr a détecté la Force d'achèvement à une distance de 14 km, avec son radar, et a envoyé son rapport de contact. Une heure plus tard, l'USS Blackfin a aussi détecté les navires japonais à une distance de 24 km. Dans les quatorze heures suivantes, les sous-marins Blackfin, Charr, Flounder, Pargo et Tuna ont essayé d'atteindre une position de laquelle ils pourraient attaquer les navires japonais mais ils n'ont pas réussi. Cela a été le même cas pour un autre groupe de sous-marins plus au nord, les USS Guavina, Hake et Pampanito.
Des patrouilles des USAAF ont établi le contact avec la Force d'achèvement le 12 février ; à la suite de cela, ces Japonais ont été, de manière ininterrompue, suivis par les radars des USAAF et les avions de l'US Navy. Une force de bombardiers lourds B-24 Liberator et de bombardiers moyens B-25 Mitchell, escortés par 48 avions de chasse P-51 Mustang a été envoyée depuis plusieurs bases sur les îles de Leyte et de Mindoro pour attaquer les navires japonais. Malgré un rendez-vous réussi, près de la Force d'achèvement, une couverture nuageuse a rendu impossible l'observation des navires. La force de frappe américaine a dû revenir aux bases puisque le bombardement sans visibilité guidé par radar est interdit pour empêcher des attaques accidentelles sur les sous-marins des Alliés dans la région. Ce même jour, les destroyers australiens HMAS Arunta et Warramunga ont quitté le golfe de Lingayen pour se placer environ 480 km à l'ouest de Manille, où ils se sont préparés pour le sauvetage éventuel des équipages des avions qui pourraient être descendus en attaquant la Force d'achèvement.
D'autres sous-marins ont essayé d'attaquer la force japonaise le 13 février. Trois sous-marins – les USS Bergall, Blower et Guitarro – ont été déployés le long de son trajet, et le Bergall a observé les navires japonais à 12 h 30. À ce moment-là, le sous-marin est submergé et a tenté de se placer en position de tir, mais n'a pas pu se rapprocher à moins de 4 400 m de la force japonaise. Néanmoins, le Bergall a lancé six torpilles, vers les navires japonais, qui ont toutes raté leur but. Le Blower a aussi tenté d'exécuter une attaque submergée, mais ses cinq torpilles ont manqué le cuirassé-porte-avions et l'Ōyodo, les deux navires visés. Les USS Bashaw et Flasher, les deux sous-marins les plus au nord de ceux postés sur le trajet attendu par le contre-amiral Fife, ont affronté le Force d'achèvement l'après-midi du 13 février. Le Bashaw a aperçu les navires japonais lorsqu'ils sont sortis d'un grain composé d'averses de pluie à 15 h 15, mais un des cuirassé-porte-avions a aussi aperçu le sous-marin et a lancé une attaque aérienne avec un avion. Lorsque le cuirassé-porte-avions a pilonné le Bashaw avec sa batterie principal, ce dernier a dû plonger ; ni le Bashaw ni le Flasher n'ont pu intercepter la Force d'achèvement. Pendant cette période, les autres sous-marins situés aux environs ont continué à poursuivre les navires japonais mais n'ont pas rétabli le contact.
Une autre attaque aérienne a été essayée contre la Force d'achèvement le 14 février. Ce jour-là, la quantité de B-24 et de B-25, ainsi que les escortes P-51, a été inférieure à celle de la force envoyée le 13 février, puisque les navires japonais se sont éloignés du rayon d'action des avions américains issus de la base militaire sur Leyte. Une fois de plus, la couverture nuageuse a empêché les Alliés de voir les navires japonais et ils n'ont pas pu attaquer à cause de l'interdiction sur le bombardement sans visibilité guidé par radar. Cela a été la dernière tentative des USAAF de bombarder la force japonaise. Par conséquent, les seules victoires des avions des USAAF dans cette opération ont été la descente d'un avion de transport Mitsubishi Ki-57, à proximité de la Force d'achèvement le 13 février, et la descente de plusieurs avions de chasse entre le 12 et le 14 du mois. Les deux destroyers australiens ont été dégager pour occuper leurs autres fonctions.
Le vice amiral Charles A. Lockwood – le commandant des sous-marins de l'US Pacific Fleet – a suivi les essais infructueux pour intercepter la Force d'achèvement dans la mer de Chine méridionale, et a stationné onze autres sous-marins sur le trajet prévu entre le détroit de Luçon et le Japon. La Force d'achèvement a atteint les Îles Matsu à l'extrémité nord du détroit de Formose, le soir du 15 février et s'y est ancré pendant cinq heures. Les navires japonais ont continué leur voyage à Kure, en passant par la Corée et le détroit de Shimonoseki, à minuit, et les destroyers Kamikaze et Nokaze ont été attachés à la force pour une partie de la journée,. À 5 h 7, le 16 février, l'USS Rasher a intercepté la Force d'achèvement au sud de la ville chinoise de Wenzhou et a lancé six torpilles à un des navires escortes, qui ont toutes manqué leur but. À ce moment-là, les navires japonais naviguent à 18 nœuds (33 km/h). Aucun autre sous-marin américain n'a établi le contact avec la force japonaise lorsqu'elle s'est dirigée vers l'est où ils avaient été stationnés par Lockwood.
La Force d'achèvement a achevé son trajet vers la fin de février. Elle s'est ancrée au large de l'île de Zhoushan, près de Shanghai, de 21 h 6 le 16 février jusqu'à 7 h 0 le 18 février, quand elle est partie pour le port de Sanzenpo, près de Sacheon sur la côte sud de la Corée. Elle y est arrivée à 16 h 0 le jour même, et s'y est ancrée pendant la nuit. La Force d'achèvement a quitté Sanzenpo à 7 h 0 le 19 février et a atteint l’île japonais de Mutsurejima à 16 h 0 ce jour même. Après s'y être amarrée pour la nuit, la force d'achèvement a atteint Kure à 10 h 0, le 20 février. Les navires de la Force d'achèvement ont été parmi les derniers navires de guerre japonais, provenant du Pacifique du Sud-Ouest, à revenir à l'archipel japonais.

## Les conséquences
Les commandants maritimes des Alliés ont été déçus par l'échec des 26 sous-marins dans leurs opérations contre la Force d'achèvement et par l'absence de dégâts infligés sur les navires japonais. Fife a conclu que cet échec est dû à la vitesse de la Force d'achèvement, aux mauvaises conditions météorologiques lors de l'opération, et au fait que les navires japonais possédaient du matériel capable de détecter les signaux radar des sous-marins. Dans une lettre adressée à Lockwood, il a écrit que l'échec des sous-marins sous son commandement « a été une pilule amère à prendre et je ne me fais aucune excuse ». Lockwood a attribué à des renseignements erronés sa décision de déployer les sous-marins sous ses ordres trop loin à l'ouest, et a dit à Fife que « nos infos ont certainement tournés au vinaigre au dernier moment. J'ai peut-être trop compté sur elles »,.
L'utilisation de navires de charge et de guerre pour transporter les hydrocarbures est la cause de l'augmentation des importations d'hydrocarbures du Japon, et le niveau total de qualité des hydrocarbures qui ont atteint le pays dans le premier trimestre de 1945 a été supérieur à la quantité atteint à la fin de l'année 1944. Néanmoins, les sous-marins des Alliés ont coulé la majorité des pétroliers marchands qui ont tenté d'aller de l'Asie du Sud-Est jusqu'au Japon en février, et, en mars, les japonais ont cessé d'essayer d'importer des hydrocarbures de cette source. À la suite du départ de la Force d'achèvement, les seuls grands navires de guerre japonais restant dans le Pacifique du Sud-Ouest ont été les croiseurs lourds Ashigara et Haguro ainsi que le croiseur léger Isuzu. Ces croiseurs n'ont pas tenté de revenir au Japon, et ont tous été coulés par des sous-marins et des destroyers des Alliés entre avril et juin.
Après avoir atteint le Japon, les Ise et Hyūga ont été chargés de renforcer les défenses antiaériennes de la ville de Kure et de sa base navale. Les navires n'ont pas repris la mer à cause des pénuries de carburant et d'avions, et ont été tous les deux coulés pendant les attaques de l'US Navy sur Kure, entre le 24 et le 28 juillet 1945. L'Ōyodo a été attaché à la Force de Formation de Kure et est resté au port jusqu'à ce qu'il y soit coulé le 28 juillet. Les trois destroyers n'ont pas survécu à la guerre ; l'Asashimo et le Kasumi sont devenus les victimes des avions d'un porte-avions américain lorsqu'ils escortaient le cuirassé Yamato lors de l'opération Ten-Go, le 6 avril, et l'Hatsushimo a coulé après avoir heurté une mine près de Maizuru, le 30 juillet,,.

## Sources
- (en) Cet article est partiellement ou en totalité issu de l’article de Wikipédia en anglais intitulé « Operation Kira » (voir la liste des auteurs).
- (en) Clay Blair, Silent Victory : The U.S. Submarine War Against Japan, Annapolis, Maryland, Naval Institute Press, 2001, 1re éd., 1071 p. (ISBN 978-1-55750-217-9, LCCN 00051528)
- Wesley Craven, Cate, James (editors), The Pacific : Matterhorn to Nagasaki, Chicago, The University of Chicago Press, coll. « The Army Air Forces in World War II », 1953 (ISBN 978-0-912799-03-2, lire en ligne)
- G. Hermon Gill, Royal Australian Navy 1942–1945, Canberra, Australian War Memorial, coll. « Australia in the War of 1939–1945. Series 2 – Navy », 1968 (OCLC 65475, lire en ligne)
- Hackett, Bob; Kingsepp, Sander; Ahlberg, Lars, « IJN ISE: Tabular Record of Movement », CombinedFleet.com, 2011 (consulté le 17 juillet 2011)
- (en) W.J. Holmes, Double-Edged Secrets : U.S. Naval Intelligence Operations in the Pacific during World War II, Annapolis, Maryland, Naval Institute Press, 1979 (ISBN 978-0-87021-162-1, LCCN 78070779)
- (en) Eric Lacroix, Wells, Linton, Japanese Cruisers of the Pacific War, Annapolis, Maryland, Naval Institute Press, 1997, 1re éd., 882 p. (ISBN 978-0-87021-311-3, LCCN 90030887)
- Samuel Eliot Morison, The Liberation of the Philippines : Luzon, Mindanao, the Visayas, 1944-1945, Urbana, Illinois, University of Illinois Press, coll. « History of United States Naval Operations in World War II », 2002 (1re éd. 1959), 392 p. (ISBN 0-252-07064-X, lire en ligne)
- Allyn D. Nevitt, « IJN Asashimo: Tabular Record of Movement », CombinedFleet.com, 1998 (consulté le 23 mars 2011)
- Allyn D. Nevitt, « IJN Hatsushimo: Tabular Record of Movement », CombinedFleet.com, 1998 (consulté le 23 mars 2011)
- Allyn D. Nevitt, « IJN Kasumi: Tabular Record of Movement », CombinedFleet.com, 1998 (consulté le 23 mars 2011)
- (en) John Prados, Combined Fleet Decoded : The Secret History of American Intelligence and the Japanese Navy in World War II, New York, Random House, 1995, 1re éd., 832 p. (ISBN 978-0-679-43701-7, LCCN 94020784)
- (en) M.J. Whitley, Battleships of World War Two : An International Encyclopedia, Londres, Arms and Armour, 1998 (ISBN 978-1-85409-386-8, OCLC 41454443)
- (en) H.P. Willmott, Battleship, Londres, Cassell Military, 2002, 352 p. (ISBN 978-0-304-35810-6, LCCN 2003545410)
- (en) Richard Worth, Fleets of World War II, Cambridge, Massachusetts, Da Capo Press, 2001, 1re éd., 375 p. (ISBN 978-0-306-81116-6)